# Шрамченко Володимир Миколайович
Шраменко Володимир Миколайович (Шраменко) (8 травня 1878 — 1945) — український військовий діяч, віцеадмірал.
Закінчив навчання в Морському корпусі, служив на Далекому Сході — учасник китайської кампанії 1900—1901 років, брав участь у російсько-японській війні. З 1906 служив у Головному морському штабі.
З 1912 року — виконувач обов'язків генерала для доручень морського міністра, капітан 2-го рангу. У роки Першої світової війни — капітан 1-го рангу Чорноморського флоту.
З 1918 року перебуває на службі в Українському військово-морському флоті. У березні 1918 — начальник відділу перевезень Чорноморського флоту.
У період Гетьманату служив у морському міністерстві, був головою ліквідаційної комісії у справах транспортної флотилії.
З 1919 року — заступник морського міністра УНР, начальник організаційного відділу Українського морського генштабу.
В другій половині 1919 командував Російською флотилією у Стамбулі, підвищений Врангелем до віце-адмірала. До літа 1920 евакуювався з Севастополя.
Білоемігрант, помер у Франції.